# 吳堯弼
吳堯弼（1552年—？），字宗舜，雲南鶴慶府軍籍，福建福州府閩縣人，明朝政治人物。

## 生平
萬曆四年（1576年）丙子科雲南鄉試第二十七名。萬曆五年（1577年）登丁丑科三甲進士。改翰林院庶吉士。歷官兵部郎中，十二年七月升貴州提學副使。

## 家族
曾祖父吳全；祖父吳繼祖；父親吳伸。母趙氏。重庆下。